# Ephedrus cheni
Ephedrus cheni är en stekelart som beskrevs av Shi och Chen 2001. Ephedrus cheni ingår i släktet Ephedrus och familjen bracksteklar. Inga underarter finns listade i Catalogue of Life.